# ریمی جیمز (آریزونا)
ریمی جیمز (به انگلیسی: Rimmy Jims) یک منطقهٔ مسکونی در ایالات متحده آمریکا است که در آریزونا واقع شده است. ریمی جیمز ۱٬۶۳۹ متر بالاتر از سطح دریا واقع شده است.